# La Laguna

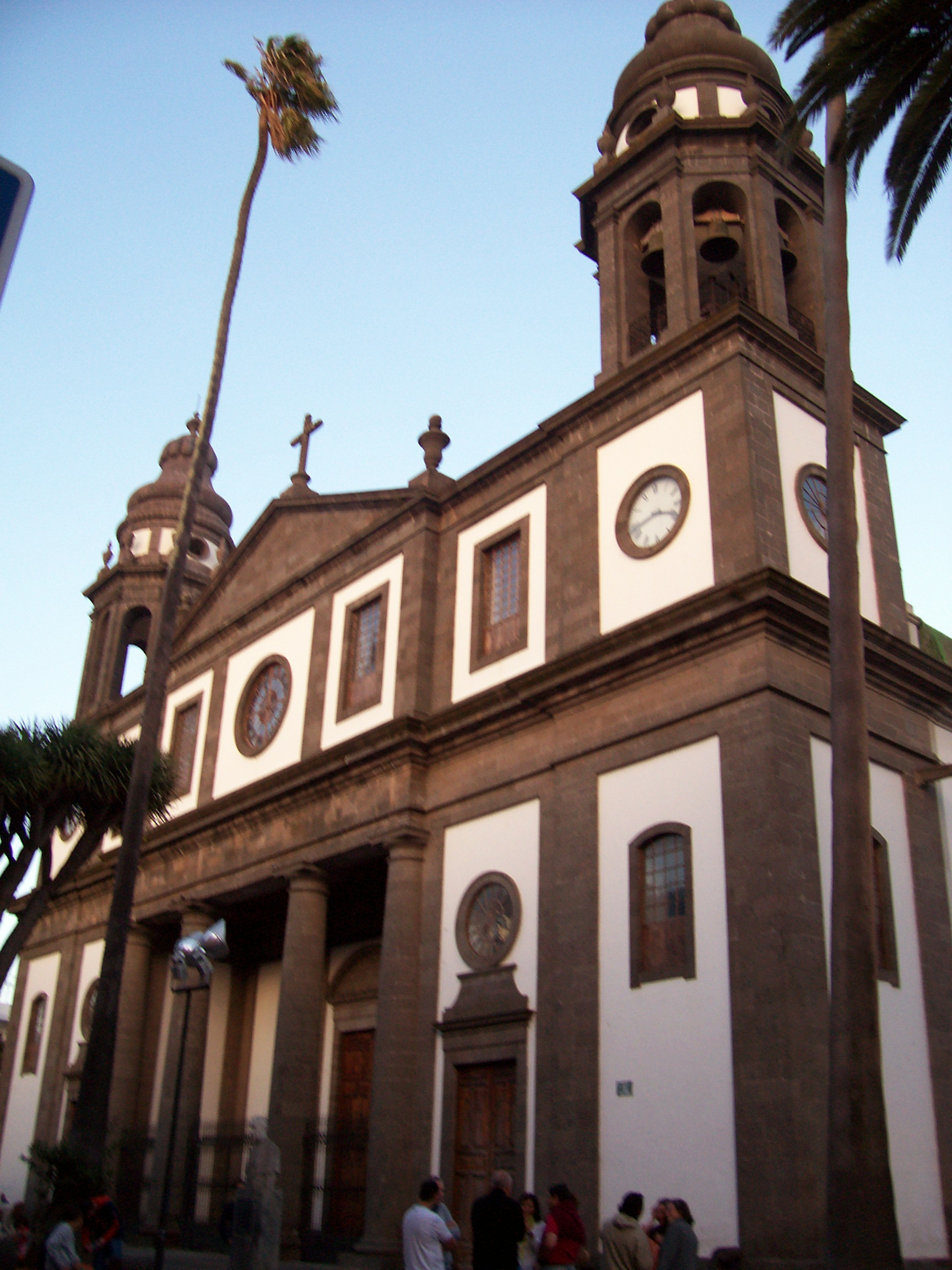
Katedralen i San Cristóbal de La Laguna

San Cristóbal de La Laguna, vanligen kallad La Laguna i kommunen San Cristóbal de La Laguna, är Teneriffas näst största stad. Det var också den ursprungliga huvudstaden innan den närbelägna hamnstaden Santa Cruz de Tenerife 1822 tog över den rollen.

## Historia
San Cristóbal de La Laguna, en gång huvudstad på Teneriffa, är en historisk stad på Kanarieöarna, grundad för mer än 500 år sedan.
Stadens arkitektur har gjort den till en av Unescos världsarvsstäder. Här finns åtskilliga av öns viktigaste religiösa byggnader som katedralen i San Cristóbal de La Laguna och kyrkan Señora de la Concepción. 1927 upprättades universitetet Universidad de San Fernando (numera Universidad de La Laguna) i La Laguna. Staden anses vara den kulturella huvudstaden på Kanarieöarna. Mellan La Laguna och Santa Cruz de Tenerife går sedan 2007 en spårväg, Tranvía de Tenerife. Även 1901-51 gick spårvagnar mellan orterna.